# Karl Friedrich Schimper
Karl Friedrich Schimper (o Carl) (* 15 de febrero de 1803, Mannheim - 21 de diciembre de 1867, Schwetzingen), fue un naturalista, geólogo, escritor y poeta alemán.
Comienza a estudiar Teología, mas descubre la Botánica y vira definitivamente hacia las ciencias naturales. Viaja por el sur de Francia y por los Pirineos, herborizando. Schimper sigue los cursos de la Universidad de Heidelberg, encontrándose con Alexander Karl Heinrich Braun (1805-1877) y con Louis Agassiz (1807-1873).
En 1828, enseña Botánica y Geología en la Academia de Baviera. Se especialzia particularmente en morfología botánica, y modeliza el desarrollo de las hojas : la filotaxis.
Es quizás más conocido como el originador de la teoría de las Eras Prehistóricas Cálidas y Gélidas, y uno de los iniciadores de las actuales teorías de los Ciclos Climáticos y las Edades de Hielo. Era hermano del botánico Georg Wilhelm Schimper y primo-hermano de otro colega Wilhelm Philipp Schimper.
Bill Bryson comenta en su libro A Short History of Nearly Everything que fue de Karl Schimper el origen de la idea de las glaciaciones, al proponer el concepto radical de que las coberturas de hielo habían estado mucho en Europa, Asia, Norteamérica. Sin embargo, Schimper fue conocdio por su renuencia a escribir y jamás publicó esas ideas. Él las discute con Louis Agassiz, quien se las apropia y a pesar del disgusto de Schimper, recibió mucho del crédito intelectual por creérselas originales.
Efectúa una misión de exploración geológica a los Alpes y el Palatinado bávaro. Lamentablemente, fue privado de su empleo, por lo que debió retornar a su ciudad natal donde sobrevivió dificultosamente.

## Fuente
Traducciones de los Arts. en lengua inglesa, francesa y germana de Wikipedia.

## Literatura
- Gudrun S. Baumgärtl. 2002. Evolution der Organismen: Wahrnehmungen und Interpretationsansätze um 1835; ein unbekanntes Manuskript von K. F. Schimper. Augsburg 286 S. Reihe: (Algorismus 36; Münchener Universitätsschriften) ISBN 3-9807122-5-7
- Hans Götz. 1985. Karl Friedrich Schimper. Rückkehr nach Mannheim. 261 S. Schriften des Stadtarchivs Schwetzingen. Nº 22
- Hans Götz. 1991. Karl Friedrich Schimper in München. Band 2. 177 S. Schriften des Stadtarchivs Schwetzingen. Bd. 17. 2. unveränderte Auflage
- Hans Götz. 1991. Karl Friedrich Schimper in München. Band 3. 132 S. + Karten. Schriften des Stadtarchivs Schwetzingen. Bd. 18. 2. unveränderte Auflage
- Wilhelm Kühlmann und Hermann Wiegand (Hrsg.) 2005. Karl-Friedrich Schimper - Lyrik und Lehrgedichte. Ubstadt-Weiher: verlag regionalkultur. ISBN 3-89735-420-9
- Robert Lauterborn 1934. Karl Friedrich Schimper. Leben und Schaffen eines deutschen Naturforschers. In: Der Rhein. Naturgeschichte eines deutschen Stroms. Sonderabdruck aus den Berichten der Naturforschenden Gesellschaft zu Freiburg i. Br. Bd. XXXIII, S. 269-324. Friburgo
- Wilhelm Schäfer. 2003. Karl Friedrich Schimper: Geschichte und Gedichte eines Naturforschers. 178 S. Schwetzingen

- La abreviatura «K.F.Schimp.» se emplea para indicar a Karl Friedrich Schimper como autoridad en la descripción y clasificación científica de los vegetales.[1]